# غاودينزيو بيرناسكوني
غاودينزيو بيرناسكوني (بالإيطالية: Gaudenzio Bernasconi)‏؛ من مواليد 8 أغسطس 1932) هو لاعب كرة قدم ومدرب إيطالي متقاعد، لعب كلاعب خط وسط.